# Ulises Adrián Giménez
Ulises Adrián Giménez (José C. Paz, Buenos Aires, Argentina, 1 de enero de 2006) es un futbolista argentino que juega como defensor en el C. A. River Plate de la Primera División de Argentina.

## Trayectoria

### Inicios
Giménez nació en José C. Paz, Buenos Aires, Argentina. Proveniente de una familia de futbolistas, su abuelo Hugo jugó en el Deportivo Español durante su etapa en Primera División, mientras que su padre Adrián jugó en Ferro y su tío jugó en Fénix. Giménez comenzó su carrera en San Luis un club de un barrio de José C. Paz, antes de unirse a otro equipo juvenil llamado Los Latinos en 2012. Más tarde, ese mismo año, fue invitado a probarse en River Plate. Comenzó un martes y el jueves de la misma semana el club le ofreció un lugar en su academia. Su progreso se vio estancado debido a la pandemia de COVID-19 en Argentina, ya que toda la actividad futbolística fue pospuesta poco después de dar el salto del fútbol infantil al juvenil.

### River Plate
La temporada 2022 fue muy buena para Giménez; Habiendo comenzado el año en el equipo juvenil de River Plate, ascendió al siguiente equipo juvenil, jugando con jugadores mayores que él. Habiendo seguido impresionando, fue ascendido nuevamente al equipo de reserva del club, debutando en agosto. En diciembre del mismo año entrenó por primera vez con el primer equipo bajo la dirección del técnico Martín Demichelis. Más tarde, ese mismo año, fue invitado a probar con el equipo profesional River Plate.
Al mes siguiente, fue incluido en el plantel de Demichelis para la gira de pretemporada de River Plate en Orlando, Florida, Estados Unidos. Sin embargo, debido a problemas con su visa, no pudo viajar con el resto del equipo. A pesar de este revés, firmó su primer contrato profesional a principios de 2023, vinculándolo a River Plate hasta diciembre de 2025.

### Defensa y Justicia
En febrero de 2024 fue cedido a Defensa y Justicia por un año. En mayo de 2024 sufrió una rotura de los ligamentos cruzados de su rodilla derecha, por lo que Defensa y Justicia interrumpió su préstamo para que haga su recuperación en River. Durante su cesión en "El halcón", no disputó partidos oficiales.

### Vuelta a River Plate
Luego de recuperarse de su lesión, el 19 de marzo de 2025 hizo su debút oficial ante Ciudad de Bolívar por la Copa Argentina 2025.

## Selección nacional
El 27 de octubre de 2023 fue seleccionado en la lista definitiva de Diego Placente para el Mundial sub-17 de Indonesia.

## Estadísticas

### Clubes
Actualizado al último partido disputado el 19 de marzo de 2025.
| Club | Div.                | Temporada           | Liga         | Liga         | Liga   | Copas Nacionales (1) | Copas Nacionales (1) | Copas Nacionales (1) | Copas Internacionales (2) | Copas Internacionales (2) | Copas Internacionales (2) | Total | Total | Total  | Medida goleadora(3) |
| Club | Div.                | Temporada           | Part.        | Goles        | Asist. | Part.                | Goles                | Asist.               | Part.                     | Goles                     | Asist.                    | Part. | Goles | Asist. | Medida goleadora(3) |
| --- | ------------------- | ------------------- | ------------ | ------------ | ------ | -------------------- | -------------------- | -------------------- | ------------------------- | ------------------------- | ------------------------- | ----- | ----- | ------ | ------------------- |
| Defensa y Justicia Argentina |                     |                     |              |              |        |                      |                      |                      |                           |                           |                           |       |       |        |                     |
| 1.ª | 2024                | Inexistentes        | Inexistentes | Inexistentes | 0      | 0                    | 0                    | 0                    | 0                         | 0                         | 0                         | 0     | 0     | 0,00   |                     |
| Total club | Total club          | 0                   | 0            | 0            | 0      | 0                    | 0                    | 0                    | 0                         | 0                         | 0                         | 0     | 0     | 0,00   |                     |
| River Plate Argentina |                     |                     |              |              |        |                      |                      |                      |                           |                           |                           |       |       |        |                     |
| 1.ª | 2025                | 0                   | 0            | 0            | 1      | 0                    | 0                    | 0                    | 0                         | 0                         | 1                         | 0     | 0     | 0,00   |                     |
| Total club | Total club          | 0                   | 0            | 0            | 1      | 0                    | 0                    | 0                    | 0                         | 0                         | 1                         | 0     | 0     | 0,00   |                     |
| Total en su carrera | Total en su carrera | Total en su carrera | 0            | 0            | 0      | 1                    | 0                    | 0                    | 0                         | 0                         | 0                         | 1     | 0     | 0      | 0,00                |
| (1) Las copas nacionales se refiere a la Copa Argentina. (2) Las copas internacionales se refiere a la Copa Libertadores y la Copa Sudamericana. (3) Media de goles por encuentro. No incluye goles en partidos amistosos. |                     |                     |              |              |        |                      |                      |                      |                           |                           |                           |       |       |        |                     |